# Abd al-Malik ibn Qatan al-Fihri
Pour les articles homonymes, voir Abd al-Malik.
Abd Al-Malik Ibn Qatan Al-Fihri (arabe عبد الملك بن قطن الفهري) (mort à Cordoue en 741) est le quinzième et dix-septième wali d’Al-Andalus (732-734 et 741).

## Biographie
Abd Al-Malik Ibn Qatan Al-Fihri était un aristocrate arabe Qurayshite de la famille des Fihrides ou Oqbids.
Il est nommé wali d’Al-Andalus en 732 succédant ainsi à Abd al-Rahman al-Rhafiqi, mort à la bataille de Poitiers. Cette défaite constitue un coup d’arrêt temporaire aux incursions musulmanes au nord des Pyrénées, mais ne signe pas la fin de leur présence ni la fin de leurs attaques. Abd al-Malik organise une nouvelle expédition en 733. Les troupes arabo-musulmanes passent par Narbonne puis le long du Rhône et s’adonnent à quelques pillages dans une région militaire peu stratégique.
En 734, Abd-al-Malik tente d'occuper Pampelune, où il était probable qu’un corps militaire franc, destiné à prévenir de nouvelles incursions vers l’Aquitaine comme celle de 732, se soit mis en place. L'attaque de la ville échoue. L’armée musulmane s’est en fait partagée en deux : une partie s'est occupée du siège quand le reste a continué à avancer vers le nord, traversant les Pyrénées et entrant en Gascogne, où ils ont obtenu au moins une victoire, mais sont finalement battus par des forces militaires majoritairement composées de Basques. Abd-al-Malik sauve sa vie et revient à Al-Andalus. Ainsi, deux ans après sa nomination et en raison de son échec militaire, il est remplacé en 734 par un nouveau wali, Oqba ibn al-Hajjaj.
Sentant sa mort approcher, le wali nomme Abd al-Malik comme son successeur. Ce dernier occupe ainsi le poste en 741. À cette époque, la Grande révolte berbère soulève le Maghreb et s’étend à Al-Andalus. Abd al-Malik tente d’y faire face avec l'aide des troupes syriennes du Balch ibn Bishr al-Qushayri. Cependant, ce dernier, après l’apaisement de la rébellion, destitue Abd-al-Malik et se proclame wali. Abd-al-Malik est emprisonné à Cordoue et est exécuté la même année à la suite d'un différend à propos d’otages syriens à Algésiras.